# Мандрагора
Мандраго́ра (лат. Mandragóra) — род многолетних травянистых растений семейства Паслёновые. Виды мандрагоры, которых насчитывается от трёх до пяти, встречаются в Средиземноморье, Передней и Центральной Азии, в Гималаях.
Один или два вида, произрастающие в Средиземноморье, были описаны натуралистами ещё в древности, например Диоскоридом. Другие два или три вида встречаются на востоке Китая. Это многолетние травянистые растения с крупными стержневыми корнями и листьями в виде розетки. Цветки отдельно расположенные, в виде колокольчиков, цвет варьируется от беловатого до фиолетового, ягоды имеют желтую или оранжевую окраску.
Как и многие представители паслёновых, растения мандрагоры содержат высокоактивные алкалоиды, которые делают растение ядовитым. В частности, их корни ещё с древнейших времён используются в народной медицине. Корни растений этого рода иногда напоминают человеческую фигуру, как и у женьшеня, в связи с чем в древности мандрагоре приписывали магическую силу.

## Ботаническое описание
Растения преимущественно бесстебельные. Корни богаты крахмалом. Листья очень крупные и собраны в розетку, диаметр которой достигает 1-2 м и более.

## Виды
По информации базы данных The Plant List, род включает 3 вида:
- Mandragora caulescens C.B.Clarke (1883) — Мандрагора стеблевая
- Mandragora officinalis Mill.
- Mandragora officinarum L. (1753) — Мандрагора лекарственная

Mandragora turcomanica Mizg. (1942) — Мандрагора туркменская произрастает в Западном Копетдаге, является реликтом третичной флоры, охраняется государством.

## Химический состав
Растение ядовито. Содержит 0,4 % тропановых алкалоидов: гиосциамина и скополамина.

## Психотропные свойства
В древности корень мандрагоры зачастую использовался в качестве сильнодействующего галлюциногена. Растение часто упоминается в колдовских рецептах Средневековья. Наиболее высоко ценились и, соответственно, больше стоили те корни, которые более точно передавали форму человеческого тела, особенно если различался пол, потому что было принято разделять мандрагоры на мужские и женские.
Употребление мандрагоры категорически не рекомендуется, так как возможны тяжелейшие побочные явления, вплоть до смертельного исхода.

## Легенды
В легендах со времён Древнего Египта корню мандрагоры приписывалась волшебная сила. В германской мифологии слово обозначало первоначально «демонический дух» пророчества, затем альраун  — крошечное существо в облике человека, которое могло сделать своего хозяина богатым. По суеверию, корень мандрагоры «кричит и стонет», когда его вырывают из земли. Есть легенда, что мандрагора растёт из человеческого сердца. В давние времена было известно, что корень растения действует подобно опиатам, поэтому он широко применялся при изготовлении амулетов, любовных «приворотов», как средство от бесплодия.

## Упоминания

### В Библии
- В 30 главе «Бытия» Рахиль, младшая жена Иакова, уступает супружеское ложе своей сестре Лие, старшей жене Иакова, в обмен на найденные в поле сыном Лии Рувимом несколько мандрагор (Быт. 30:14−16).[6][7]
- В 7 главе «Песни песней Соломона»: «Мандрагоры уже пустили благовоние…» (Песн. 7:14).

### В литературе
- Никколо Макиавелли, комедия «Мандрагора». Хитрец Каллимако, желая совратить жену мессера Ничу Кальфуччи, является к нему под видом доктора и говорит, что давняя мечта мессера — иметь детей — может осуществиться, если его супруга выпьет настойку мандрагоры. Это вернейшее средство, но есть у него один недостаток — первая ночь смертельно опасна для мужчины. Мессеру предлагают выход: схватить на улице какого-нибудь бродягу (которым в результате оказывается сам Каллимако) и подложить в постель к его жене — тогда вредное действие мандрагоры скажется на нём. Под видом настойки мандрагоры Каллимако даёт Ниче смесь сладкого вина с пряностями.
- Иван Бунин, стихотворение «Мандрагора»[8].
- Ганс Гейнц Эверс, скандальный оккультный роман «Мандрагора», с которым связывают последовавшее самоубийство его невесты Рии Мунк. Густав Климт написал портрет девушки, в котором мандрагора воплотила угрожающие ей враждебные силы.
- Джоан К. Роулинг, в серии книг про Гарри Поттера (Тайная комната, Дары смерти), — волшебное растение, издающее оглушающий крик, когда его вытаскивают из почвы. Использовалось как противоядие, возвращающее подвергшемуся проклятию его изначальный облик, и как инфразвуковое оружие в битве за Хогвартс. Растение также неоднократно упоминается в фильме Гарри Поттер и Тайная комната, где в начале второкурсники пересаживают саженцы мандрагоры, а также в конце, когда упоминается, что зелье из мандрагоры вернуло к жизни всех, кто окаменел от атак василиска (никто не посмотрел ему в глаза прямым взглядом).
- В романе Анджея Сапковского «Крещение огнём» вампир Эмиель Регис угощает ведьмака Геральта и его спутников дистиллятом из мандрагоры собственного изготовления. В мире Ведьмака мандрагора — крайне ядовитое растение и ценный алхимический материал.
- Альрауне, выращенной людьми из мандрагоры, посвящена фантастическая повесть российской писательницы Анны Семироль «Седые травы» (2011),

действие которой происходит в викторианской Англии.

В сериале Белая принцесса, снятом по роману Филиппы Грегори, Маргарет Плантагенет приносит по просьбе принцессы Елизаветы Йоркской, корень мандрагоры, чтобы та могла избавиться от ребёнка, зачатого от короля Генриха седьмого Тюдора, но её перехватывает мать принцессы Елизавета Вудвилл.